# Grand Prix-wegrace van België 1977
De Grand Prix-wegrace van België 1977 was de zevende race van het wereldkampioenschap wegrace-seizoen 1977. De race werd verreden op 3 juli 1977 op het Circuit de Spa-Francorchamps nabij Malmedy, (Liège).

## Algemeen
In België nam de organisatie een aantal vreemde beslissingen. Zeer tegen de zin van de rijders was het rennerskwartier overvol met mensen die daar niets te zoeken hadden. Er waren de laatste jaren al veel spullen uit het rennerskwartier gestolen, van gereedschappen en onderdelen tot complete motorfietsen en de monteurs konden hun werk nauwelijks doen. De coureurs, die toch ruim 120.000 toeschouwers hadden aangetrokken, moesten betalen voor het gebruik van de toiletten.

## 500 cc
In de 500cc-race had Wil Hartog opnieuw een zeer goede start. Vanaf de dertiende startplaats vertrok hij samen met Barry Sheene als snelste en tijdens de eerste ronde wist hij zelfs uit de slipstream van Sheene te kruipen en de leiding te nemen. Hij hield het precies een ronde vol, toen passeerden zowel Sheene als Alan North en Teuvo Länsivuori hem. In de derde ronde reed Michel Rougerie weer aan kop en uiteindelijk ontstond er een duel tussen Rougerie en Sheene. Rougerie viel echter uit waardoor Sheene relatief rustig naar de streep kon rijden. Intussen had hij wel een sensationeel ronderecord van 220,720 km/h gereden. Steve Baker had ook een inhaalrace gereden en werd tweede met een vernieuwde Yamaha, die volgens de geruchten nu vier aparte cilinders had in plaats van twee cilinderblokken (dat bleek later in het seizoen, toen er foto's konden worden genomen, niet zo te zijn). Pat Hennen won het gevecht om de derde plaats van Steve Parrish en Teuvo Länsivuori.

### Uitslag van 500 cc
| Pos | Coureur             | Merk   | Tijd      | Punten |
| --- | ------------------- | ------ | --------- | ------ |
| 1   | Barry Sheene        | Suzuki | 38' 58" 5 | 15     |
| 2   | Steve Baker         | Yamaha | +11" 3    | 12     |
| 3   | Pat Hennen          | Suzuki | +14" 6    | 10     |
| 4   | Teuvo Länsivuori    | Suzuki | +15" 6    | 8      |
| 5   | Steve Parrish       | Suzuki | +17" 5    | 6      |
| 6   | Philippe Coulon     | Suzuki | +25" 8    | 5      |
| 7   | Wil Hartog          | Suzuki | +33" 0    | 4      |
| 8   | Giacomo Agostini    | Yamaha | +36" 8    | 3      |
| 9   | Jack Findlay        | Suzuki | +1' 23" 5 | 2      |
| 10  | John Williams       | Suzuki | +1' 23" 7 | 1      |
| 11  | Armando Toracca     | Suzuki | +1' 32" 0 |        |
| 12  | Max Wiener          | Suzuki | +1' 44" 7 |        |
| 13  | Dave Potter         | Suzuki | +2' 11" 7 |        |
| 14  | Les van Breda       | Suzuki | +2' 24" 8 |        |
| 15  | Harald Merkl        | Yamaha | +2' 27" 0 |        |
| 16  | Hans-Otto Buteneth  | Yamaha | +3' 06" 4 |        |
| 17  | Børge Nielsen       | Suzuki | +3' 13" 4 |        |
| 18  | Bo Granath          | Suzuki | +3' 31" 8 |        |
| 19  | Willem Zoet         | Suzuki | +3' 32" 9 |        |
| 20  | Franz Heller        | Suzuki | +3' 42" 7 |        |
| 21  | Markku Matikainen   | Suzuki | +1 ronde  |        |
| 22  | Jean-Philippe Orban | Suzuki | +2 ronden |        |
| 23  | Michel Rougerie     | Suzuki | +2 ronden |        |
| 24  | John Woodley        | Suzuki | +3 ronden |        |
| 25  | Alan North          | Suzuki | +3 ronden |        |
| DNF | John Newbold        | Suzuki |           |        |
| DNF | Gianfranco Bonera   | Suzuki |           |        |
| DNF | Marco Lucchinelli   | Suzuki |           |        |
| DNF | Virginio Ferrari    | Suzuki |           |        |
| DNF | Takazumi Katayama   | Yamaha |           |        |
| DNF | Gianni Rolando      | Suzuki |           |        |
| DNF | Hervé Regout        | Yamaha |           |        |
| DNF | Karl Auer           | Suzuki |           |        |
| DNF | Helmut Kassner      | Suzuki |           |        |
| DNF | Kees van der Kruijs | Yamaha |           |        |
| DNF | Jean-François Baldé | Yamaha |           |        |
| DNQ | Patrick Pons        | Yamaha |           |        |
| DNQ | Richard Hubin       | Yamaha |           |        |
| DNQ | Tom Herron          | Yamaha |           |        |
| DNQ | Kaj Jensen          | Yamaha |           |        |
| DNQ | Albert Debouny      | Yamaha |           |        |
| DNQ | Guy de Waele        | Yamaha |           |        |
| DNQ | Olivier Chevallier  | Yamaha |           |        |

## 250 cc
In België had ook Walter Villa het Bakker-frame en hij trainde als snelste, maar hij vertrok als voorlaatste. Aan de kop bleef een grote groep bij elkaar, maar na twee ronden zat Walter Villa er al bij. In de vierde ronde reed Takazumi Katayama nog op kop, maar in de vijfde ronde nam Villa het al over. Villa won dus alsnog, Katayama werd tweede en Mario Lega eindigde als derde. Paolo Pileri kreeg de zwarte vlag omdat hij geen gebruik had gemaakt van de opwarmronde.

### Uitslag van 250 cc
| Pos | Coureur              | Merk                   | Tijd        | Punten      |
| --- | -------------------- | ---------------------- | ----------- | ----------- |
| 1   | Walter Villa         | Bimota-Harley-Davidson | 41' 24" 9   | 15          |
| 2   | Takazumi Katayama    | Yamaha                 | +19" 2      | 12          |
| 3   | Mario Lega           | Morbidelli             | +27" 2      | 10          |
| 4   | Masahiro Wada        | Kawasaki               | +39" 2      | 8           |
| 5   | Vic Soussan          | Yamaha                 | +43" 3      | 6           |
| 6   | Kork Ballington      | Yamaha                 | +55" 0      | 5           |
| 7   | Franco Uncini        | Bakker-Harley-Davidson | +58" 0      | 4           |
| 8   | Patrick Fernandez    | Yamaha                 | +1' 04" 5   | 3           |
| 9   | Tom Herron           | Yamaha                 | +1' 12" 2   | 2           |
| 10  | Jon Ekerold          | Yamaha                 | +1' 12" 7   | 1           |
| 11  | Barry Ditchburn      | Kawasaki               | +1' 12" 9   |             |
| 12  | Jean-Claude Meilland | Yamaha                 | +1' 13" 1   |             |
| 13  | Chas Mortimer        | Maxton-Yamaha          | +1' 22" 3   |             |
| 14  | Mick Grant           | Kawasaki               | +1' 41" 3   |             |
| 15  | Bernard Fau          | Yamaha                 | +1' 45" 6   |             |
| 16  | Pierluigi Conforti   | Yamaha                 | +1' 46" 4   |             |
| 17  | Walter Hoffmann      | Yamaha                 | +1' 54" 7   |             |
| 18  | Olivier Chevallier   | Yamaha                 | +1' 57" 5   |             |
| 19  | Olivier Liegeois     | Yamaha                 | +1' 57" 7   |             |
| 20  | Sven Andersson       | Yamaha                 | +1' 58" 3   |             |
| 21  | Yves de Kimpe        | Yamaha                 | +2' 01" 5   |             |
| 22  | Armand Gras          | Yamaha                 | +2' 06" 1   |             |
| 23  | Roger Kockelmann     | Yamaha                 | +2' 13" 5   |             |
| 24  | Aldo Nannini         | Yamaha                 | +2' 50" 1   |             |
| 25  | Henk van Kessel      | Yamaha                 | +1 ronde    |             |
| DNF | Alan North           | Yamaha                 |             |             |
| DNF | Pentti Korhonen      | Yamaha                 |             |             |
| DNF | Jean-François Baldé  | Kawasaki               |             |             |
| DNF | Hans Müller          | Yamaha                 |             |             |
| DNF | Roland Faesser       | Yamaha                 |             |             |
| DNF | Pekka Nurmi          | Yamaha                 |             |             |
| DNF | Toni Mang            | Yamaha                 |             |             |
| DNF | Leif Gustafsson      | Yamaha                 |             |             |
| DNF | Guy Bertin           | Yamaha                 |             |             |
| DNF | Patrick Pons         | Yamaha                 |             |             |
| DSQ | Paolo Pileri         | Morbidelli             | Zwarte vlag | Zwarte vlag |
| DNQ | Bo Granath           | Suzuki                 |             |             |
| DNQ | Tapio Virtanen       | Yamaha                 |             |             |
| DNQ | Eddie Roberts        | Yamaha                 |             |             |
| DNQ | Harald Bartol        | Yamaha                 |             |             |
| DNQ | Michel Frutschi      | Yamaha                 |             |             |
| DNQ | Philippe Bouzanne    | Yamaha                 |             |             |
| DNQ | Kees van der Kruijs  | Yamaha                 |             |             |
| DNQ | Jan Huberts          | Yamaha                 |             |             |

## 125 cc
In België was de 125cc-klasse eindelijk weer eens spannend. Ángel Nieto kon Pier Paolo Bianchi nu wel degelijk volgen en samen vochten ze tien ronden lang aan de leiding. Nadat Harald Bartol gevallen was nam Toni Mang de derde plaats over en hij werd niet meer bedreigd. Aan de kop bleef het echter spannend tot vlak voor de finish, toen Nieto te veel risico nam en in zijn val ook Bianchi raakte. Bianchi raakte op zijn beurt de planken langs de baan en stond omgekeerd, maar wist zijn machine bliksemsnel om te keren en langs Nieto naar de streep te rijden. Nieto werd wel nog tweede.

### Uitslag van 125 cc
| Pos | Coureur                 | Merk       | Tijd      | Punten   |
| --- | ----------------------- | ---------- | --------- | -------- |
| 1   | Pier Paolo Bianchi      | Morbidelli | 44' 22" 9 | 15       |
| 2   | Ángel Nieto             | Bultaco    | +13" 6    | 12       |
| 3   | Toni Mang               | Morbidelli | +26" 7    | 10       |
| 4   | Eugenio Lazzarini       | Morbidelli | +33" 7    | 8        |
| 5   | Pierluigi Conforti      | Morbidelli | +1' 11" 3 | 6        |
| 6   | Ermanno Giuliano        | Morbidelli | +1' 18" 2 | 5        |
| 7   | Stefan Dörflinger       | Morbidelli | +1' 25" 5 | 4        |
| 8   | Gert Bender             | Bender     | +1' 25" 9 | 3        |
| 9   | Cees van Dongen         | Morbidelli | +1' 37" 4 | 2        |
| 10  | Jean-Louis Guignabodet  | Morbidelli | +1' 38" 6 | 1        |
| 11  | Julien van Zeebroeck    | Morbidelli | +1' 39" 5 |          |
| 12  | Hans Müller             | Morbidelli | +1' 40" 1 |          |
| 13  | Per-Edvard Carlsson     | Morbidelli | +2' 05" 7 |          |
| 14  | Peter Frohnmeyer        | DRS        | +2' 06" 3 |          |
| 15  | Patrick Plisson         | Morbidelli | +2' 17" 3 |          |
| 16  | Peter van Niel          | Morbidelli | +2' 55" 5 |          |
| 17  | Enrico Cereda           | Morbidelli | +3' 01" 9 |          |
| 18  | Benga Johansson         | Morbidelli | +3' 02" 2 |          |
| 19  | Maurizio Massimiani     | Morbidelli | +3' 11" 2 |          |
| 20  | Alfred Schmid           | Morbidelli | +3' 16" 8 |          |
| 21  | Hans-Jürgen Hummel      | Morbidelli | +1 ronde  |          |
| 22  | Laurent Gomis           | Morbidelli | +1 ronde  |          |
| 23  | H. Guilleardo           | Morbidelli | +1 ronde  |          |
| 24  | Marc-Antoine Constantin | Morbidelli | +1 ronde  |          |
| 25  | Fredo de Braey          | Honda      | +2 ronden |          |
| DNF | Harald Bartol           | Morbidelli | val       |          |
| DNF | Horst Seel              | Seel       |           |          |
| DNF | Ernst Stammbach         | Malanca    |           |          |
| DNF | Jan Ubels               | Buton      |           |          |
| DNF | Auno Hakala             | Morbidelli |           |          |
| DNF | Hagen Klein             | Morbidelli |           |          |
| DNF | Jacky Hutteau           | Morbidelli |           |          |
| DNF | Freddy Blaise           | Yamaha     |           |          |
| DNF | Matti Kinnunen          | Morbidelli |           |          |
| DNF | Hans Hallberg           | Morbidelli |           |          |
| DNS | Jan Huberts             | Morbidelli | blessure  | blessure |

## 50 cc
Ondanks het feit dat Herbert Rittberger in Assen vóór Eugenio Lazzarini was geëindigd, had die laatste nog een betere kans op de wereldtitel. In Spa-Francorchamps reed Rittberger daarom in dienst van zijn teamgenoot. Hij leidde het grootste deel van de race maar liet de overwinning aan Lazzarini, terwijl hij Ángel Nieto op de derde plaats wist te houden. Nieto was teruggevallen van de eerste plaats door een losgeschoten kabeltje, dat hij weliswaar rijdend wist te herstellen, maar toen lag hij inmiddels zesde. Om extra steun aan Rittberger te verlenen kregen ook Stefan Dörflinger en Julien van Zeebroeck een snel motorblok van Van Veen. Ricardo Tormo had de kopstart, maar op het eerste rechte stuk liep zijn motor even vast, waardoor hij het rustiger aan moest doen.

### Uitslag van 50 cc
| Pos | Coureur              | Merk              | Tijd      | Punten |
| --- | -------------------- | ----------------- | --------- | ------ |
| 1   | Eugenio Lazzarini    | Van Veen-Kreidler | 31' 12" 2 | 15     |
| 2   | Herbert Rittberger   | Van Veen-Kreidler | +0" 5     | 12     |
| 3   | Ángel Nieto          | Bultaco           | +10" 4    | 10     |
| 4   | Ricardo Tormo        | Bultaco           | +30" 8    | 8      |
| 5   | Julien van Zeebroeck | Van Veen-Kreidler | +54" 8    | 6      |
| 6   | Rudolf Kunz          | Kreidler          | +1' 19" 0 | 5      |
| 7   | Patrick Plisson      | ABF               | +1' 38" 5 | 4      |
| 8   | Ramon Gali           | Derbi             | +1' 38" 7 | 3      |
| 9   | Charles Dumont       | Kreidler          | +1' 49" 9 | 2      |
| 10  | Hagen Klein          | Kreidler          | +1' 51" 0 | 1      |
| 11  | Otto Machinek        | Kreidler          | +1' 52" 8 |        |
| 12  | Cees van Dongen      | Kreidler          | +1' 53" 3 |        |
| 13  | Juup Bosman          | Kreidler          | +1' 53" 8 |        |
| 14  | Günter Schirnhofer   | Kreidler          | +2' 07" 1 |        |
| 15  | Hans-Jürgen Hummel   | Kreidler          | +2' 11" 5 |        |
| 16  | Ingo Emmerich        | Kreidler          | +2' 29" 0 |        |
| 17  | Engelbert Kip        | Kreidler          | +2' 40" 3 |        |
| 18  | Wolfgang Golembeck   | Kreidler          | +2' 40" 7 |        |
| 19  | Guido Delys          | Kreidler          | +2' 55" 4 |        |
| 20  | Guy Muyters          | Kreidler          | +3' 14" 0 |        |
| 21  | Daniel Corvi         | Kreidler          | +3' 14" 4 |        |
| 22  | Chris Baert          | Kreidler          | +3' 28" 4 |        |
| 23  | Wim van Beek         | Kreidler          | +3' 30" 8 |        |
| 24  | Marcel Vandesteene   | Kreidler          | +4' 02" 9 |        |
| 25  | Robert Evrard        | Kreidler          | +4' 09" 0 |        |
| 26  | Christian Santini    | Kreidler          | +6' 16" 3 |        |
| 27  | Ove Skifjeld         | Kreidler          | +1 ronde  |        |
| DNF | Theo Timmer          | Kreidler          |           |        |
| DNF | Stefan Dörflinger    | Van Veen-Kreidler |           |        |
| DNF | Hans Knoppers        | Kreidler          |           |        |
| DNF | Hans Müller          | Morbidelli        |           |        |
| DNF | Benjamin Laurent     | Kreidler          |           |        |
| DNF | Armando Lopes        | Derbi             |           |        |
| DNF | Joaquín Galí         | Bultaco           |           |        |
| DNF | Pierre Dumont        | Kreidler          |           |        |
| DNF | Jacky Hutteau        | ABF               |           |        |

## Zijspanklasse
Van de tien ronden die er in België gereden moesten worden lagen Rolf Steinhausen en Wolfgang Kalauch er negen aan de leiding. Pas in de slotfase kwamen Werner Schwärzel/Andreas Huber voorbij. Zij hadden tot dat moment gevochten met Rolf Biland/Kenneth Williams, maar die vielen uit door afgebroken bouten in de cilinderkop. George O'Dell/Cliff Holland finishten als derde.

### Uitslag van zijspanklasse
| Pos | Coureur               | Bakkenist          | Merk          | Tijd      | Punten |
| --- | --------------------- | ------------------ | ------------- | --------- | ------ |
| 1   | Werner Schwärzel      | Andreas Huber      | ARO-Fath      | 42' 52" 0 | 15     |
| 2   | Rolf Steinhausen      | Wolfgang Kalauch   | Busch-Yamaha  | +21" 5    | 12     |
| 3   | George O'Dell         | Cliff Holland      | Seymaz-Yamaha | +58" 8    | 10     |
| 4   | Göte Brodin           | Per-Erik Wickström | Windle-Yamaha | +1' 05" 0 | 8      |
| 5   | Dick Greasley         | Mick Skeels        | Windle-Yamaha | +1' 26" 0 | 6      |
| 6   | Helmut Schilling      | Rainer Gundel      | Schmid-Yamaha | +1' 27" 7 | 5      |
| 7   | Cees Smit             | Jan Smit           | König         | +1' 57" 5 | 4      |
| 8   | Malcolm Hobson        | Stuart Collins     | Windle-Suzuki | +2' 54" 6 | 3      |
| 9   | Walter Ohrmann        | Bernd Grube        | Yamaha        | +3' 19" 1 | 2      |
| 10  | Ted Jansen            | Erich Schmitz      | Colyam-Yamaha | +3' 20" 1 | 1      |
| 11  | Marc Alexandre        | Paul Gerard        | Kova-König    | +3' 46" 6 |        |
| 12  | Jean-François Monnin  | Edouard Weber      | Seymaz-Yamaha | +4' 13" 8 |        |
| 13  | Heinz Luthringshauser | Hermann Hahn       | MKN-BMW       | +4' 21" 5 |        |
| 14  | Gustav Pape           | Franz Kallenberg   | König         | +4' 37" 2 |        |
| 15  | Jaap Geerts           | Jan van Veen       | König         | +1 ronde  |        |
| DNF | Rolf Biland           | Kenneth Williams   | Schmid-Yamaha |           |        |
| DNF | Bruno Holzer          | Karl Meierhans     | LCR-Yamaha    |           |        |
| DNF | Siegfried Schauzu     | Lorenzo Puzo       | Schmid-Yamaha |           |        |
| DNF | Alain Michel          | Gérard Lecorre     | GEP-Yamaha    |           |        |

1921 · 1922 · 1923 · 1924 · 1925 · 1926 · 1927 · 1928 · 1929 · 1930 · 1931 · 1932 · 1933 · 1934 · 1935 · 1936 · 1937 · 1938 · 1939 · 1947 · 1948 · 1949 · 1950 · 1951 · 1952 · 1953 · 1954 · 1955 · 1956 · 1957 · 1958 · 1959 · 1960 · 1961 · 1962 · 1963 · 1964 · 1965 · 1966 · 1967 · 1968 · 1969 · 1970 · 1971 · 1972 · 1973 · 1974 · 1975 · 1976 · 1977 · 1978 · 1979 · 1980 · 1981 · 1982 · 1983 · 1984 · 1985 · 1986 · 1988 · 1989 · 1990